# Семёнов, Филипп Григорьевич
Фили́пп Григо́рьевич Семёнов (1904—1979) — советский экономист-финансист, известный тем, что выдавал себя за «спасённого» цесаревича Алексея Романова.

## Биография
Родился в 1904 году. Служил в кавалерии Красной Армии. Окончил Институт имени Плеханова по специальности «экономист-финансист». Работал экономистом, женился в 1930 году, имел троих сыновей — Владимира, Константина и Юрия. Был осуждён за хищение, приговорён к 3 годам заключения, бежал из тюрьмы. Впоследствии женился ещё два раза. Поселился в Тбилиси, и через какое-то время опять был осуждён за хищения. Отбывал наказание в исправительной колонии около Медвежьегорска. Зимой 1949 года поступил в Карельскую республиканскую психиатрическую лечебницу с диагнозом «маниакально-депрессивный психоз». Через какое-то время Семёнов стал говорить врачам, что в действительности он является Алексеем Романовым, спасшимся от расстрела.

## Рассказ Семёнова
По словам Семёнова, в последний момент до расстрела его отец обнял его и прижал лицом к себе, чтобы сын не видел наведённых на него стволов. Во время расстрела он не погиб, а был ранен (на теле Семёнова на самом деле был след от ранения) и, будучи без сознания, свален в яму с телами своих родителей и сестёр. Его спас и вылечил какой-то монах. Вскоре после этого его забрали какие-то незнакомые ему люди, которые представляли некую организацию, противостоящую советской власти. Они объявили, что отныне Алексей будет носить фамилию Ирин (что означало «имя Романовых — имя нации») и увезли в Петроград, где его поселили в каком-то особняке. Однажды он случайно услышал, что его собираются использовать как символ борьбы с большевизмом. Это его совсем не устраивало, и он сбежал из этого дома. Побродив какое-то время по городу, он пришёл на Фонтанку, где в это время записывали в Красную армию. Прибавив себе два года, «Алексей» попал в кавалерию. Успешно отслужив, «Алексей» поступил в Институт имени Плеханова, выучился, устроился на работу экономистом, женился.
Через какое-то время «Алексея» стал преследовать некий Белобородов (этот человек существовал на самом деле, и в 1918 году он был председателем президиума Уральского областного совета), который, зная происхождение Семёнова, требовал с того за молчания денег. «Алексей» дважды указывал шантажисту местонахождения тайных кладов царской семьи, но тот продолжал его преследовать. Спасаясь от Белобородова, «Алексей» переехал с семьёй в Самарканд и в целях конспирации сменил фамилию на «Семёнов», но шантажист все же нашёл его. Именно из-за его вымогательств «Алексей» начал воровать, чтобы отдать деньги шантажисту. Позже «Алексей» поселился в Тбилиси, но Белобородов нашёл его и там. «Алексей» опять стал воровать деньги для Белобородова, был осуждён и позже попал в психиатрическую лечебницу.

## Семёнов в лечебнице
По воспоминаниям людей, работавших в лечебнице, Семёнов был высокообразованным человеком, много читал, особенно классику, не кичился своим «царственным происхождением», имел хорошие манеры, хорошо знал расположение комнат Зимнего дворца, все дворцовые церемонии, а также многое другое из дворцовой жизни Романовых и дореволюционного высшего света. Также Семёнов владел тремя иностранными языками.
Семёнов, так же как и Алексей Романов, был болен гемофилией. Много лет спустя Даниил Кауфман, врач, наблюдавший Семёнова, вспоминал, что его пациент был очень похож на императора Николая, только не Второго, а Первого.
В лечебницу был вызван Самуил Генделевич, профессор-психиатр с дореволюционным стажем, который до 1917 года бывал в Зимнем Дворце и общался с представителями царской семьи. Он мог легко уличить Семёнова во лжи, но ему не удалось это сделать. На все вопросы Семёнов отвечал быстро и без запинки. Вместе с тем Семёнов, понимая, что его никак не могут признать царевичем Алексеем, не настаивал на своём «царственном происхождении». Генделевич поставил больному диагноз «мания величия в сочетании с манией преследования». Через какое-то время Семёнова вернули в колонию, где он и пробыл до 1951 года.

## Дальнейшая жизнь
Освободившись, Семёнов поселился в Ленинграде, где устроился на работу. Больше он никогда не был осуждён и не попадал в психиатрические лечебницы. Он женился в четвёртый раз. По воспоминаниям приёмного сына Семёнова, отчим любил бродить по городу, в Зимнем Дворце мог находиться часами, предпочитал старинные вещи. Умер Филипп Семёнов в 1979 году.